# فلورس هیستوریاروم

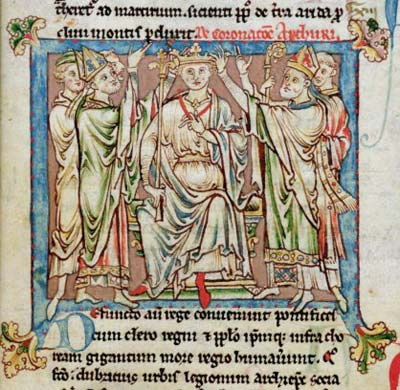
فلورس هیستوریاروم

فلورس هیستوریاروم (انگلیسی: Flores Historiarum) اثر راجِر وِنداوِر، راهب انگلیسی قرن ۱۳ که به شرح حوادث قرون وسطای میانه در انگلستان و اروپا می‌پردازد. وی همچنین در این کتاب، شرحی از حوادث جنگ صلیبی چهارم و تسخیر قسطنطنیه توسط صلیبیون می‌دهد.